# نخر المريء الحاد
نخر المريء الحاد أو المريء الأسود أو متلازمة جورفيتس، يُعد اضطرابًا نادرًا في المريء، ويتم اكتشافه عن طريق رؤية التصبغ الداكن للمريء، حين يتم عمل منظار للجهاز الهضمي العلوي وعادةً ما يكون هذا التصبغ عبارة عن غشاء مخاطي أسود قابل للتفتيت. ويعد هذا الاضطراب نادراً للغاية، حيث قد تم تشخيص 88 مريضًا فقط به على مدى 40 عامًا، ولقد ذكرت دراسة مختصة بالإضطراب بأن معدل الوفيات المتأثرين به حوالي 31.8٪، ولكن تشير الأبحاث الجديدة إلى أن معدلات الوفيات بهذا الإضطراب تتراوح بين  30-50٪،  لا تزال العوامل الدقيقة المسببة لهذا الاضطراب غير معروفة، ولكن من المحتمل أن تكون عوامل متعددة.

## العلامات والأعراض
لم يتم تسجيل نخر المريء الحاد أبدًا كاضطراب عرض واحد، ولكن بدلاً من ذلك يظهر بأعراض متعددة وتختلف هذه الأعراض حسب شدة الاضطراب ولكن العلامة المعتادة والأكثر وضوحاً هي التصبغ الداكن للغشاء المخاطي للمريء عند الكشف بالمنظار العلوي، وعادة ما يُشخص على أنه قرحة أو مرض معدي ويمكن العثور على النخر في الغالب بين الأطراف الثلاثة للمريء ، ولكنه يتوقف فجأة عند التقاطع المعدي المريئي .
تتضمن الأعراض الأساسية والأكثر شيوعًا التي تم الإبلاغ عنها: الدم في البراز والدم في القيء ومن ثم نزيف الجهاز الهضمي العلوي، ويتم ظهوره بشكل شائع في المرضى المسنين، ويمثل البراز الأسود أو الدموي والقيء الدموي الأعراض الأكثر انتشاراً في حوالي ثلاثة ارباع الحالات وتعد ايضاً آلام البطن والغثيان والقيء والعلامات الحيوية غير المستقرة اعراضاً شائعة، ولقد تم ايضاً الإبلاغ عن حدث قلبي وعائي (مثل النوبة القلبية) في عشرة بالمائة من إجمالي الحالات المعروفة.

## عوامل الخطر

### قابل للتعديل
تعد الإصابة بالسرطان (الحالي أو السابق) حاليًا واحدة من أكثر الحالات انتشارًا بين جميع الحالات المرضية ويعد ايضاً ارتفاع ضغط الدم، وحالات الرئة المزمنة، وإدمان الكحول، وإدمان الكحول / مع استخدام العقاقير المخدرة الأخرى (مثل الكوكايين) ، والفشل الكلوي، وسوء التغذية عوامل خطر رئيسية أخرى.

### غير قابل للتعديل
التقدم في العمر (متوسط عمر المريض 57 سنة)
جنس الذكور (4 إلى 1 نسبة الإصابة بين الذكور)
التليف الكبدي
مرض نقص المناعة المكتسب
عدوى الهربس
الرجفان الأذيني
مرض السكري (حاليًا هو الأكثر انتشارًا من بين جميع الحالات المرضية لدى المرضى)

### تأثير اقل أو غير معروف
تسلخ الشريان الأورطي
الأجسام المضادة للكارديوليبين
عدوى الفيروس المضخم للخلايا
عدوى الهربس
ارتفاع السكر في الدم
فرط الحساسية للمضادات الحيوية واسعة النطاق
انخفاض حرارة الجسم
نقص التروية
انفتال المعدة
تجمع دموي في منطقة الفراغ المنصف للصدر
هبوط الدورة الدموية جراء إنتان الدم
متلازمة ستيفن جونسون

## التشخيص
لا يمكن تشخيص نخر المريء الحاد إلا عن طريق المنظار الهضمي العلوي.

## العلاج
حاليًا، لا يوجد علاج مباشر لإضطراب نخر المريء الحاد، حيث تعالج الحالات الأساسية المرضية المسببة له فقط، ويعد ترطيب الجسم بالسوائل امراً ضرورياً ويتم أيضًا إضافة مضادات الحموضة لدعم التعافي وتتلخص الأدوية الداعمة الشائعة لمضادات الحموضة في مضادات مستقبلات الهيستامين من النوع الثاني و / أو مثبطات مضخة البروتون ويتم استخدام سوكرالفات احياناً كخيار آخر. و لوحظ ايضاً ان التغذية الوريدية زادت بشكل كبير من فرص الشفاء ويمكن ايضاً إجراء عملية لاستئصال المريء إذا كان الاضطراب شديدًا.

## توقعات سير المرض
إن توقعات سير المرض لمريض نخر المريء الحاد سيئة بشكل عام، حيث ترتبط الحالة بارتفاع مخاطر الوفاة (حيث تصل إلى 32٪) و تُعزى معظم الوفيات إلى السبب الأساسي (عوامل الخطورة) ، حيث تبلغ نسبة الوفيات الناتجة عن إضطراب نخر المريء الحاد بحد ذاته حوالي 6 بالمائة فقط.

## المجتمع وثقافته حول الإضطراب
ظهر نخر المريء الحاد في عرض درامي طبي أمريكي (دكتور جي) حيث يتلقى جان جارافاليا، مضيف البرنامج، جثة أنثى، كانت تعاني في وقت تشريح الجثة من نخر حاد في المريء بسبب إدمان الكحول المزمن.

## التاريخ
تم وصف نخر المريء الحاد لأول مرة بواسطة جولدن بيرج في عام 1990، حيث ظهرت الحالات منذ عام 1960، ولكن لم يتم وصفها مطلقًا على أنها (إضطراب نخر المريء الحاد) نظرًا لندرته حين تم الإعلان عن 88 حالة فقط، ولكن على الأرجح فهناك الكثير من الحالات التي لم يتم التعرف عليها.
ويصف جورفيتس نخر المريء الحاد بأنه “تم وصفه بشكل ضعيف جداً في الأدبيات الطبية"، ونشر عبد الله أول مراجعة منهجية على الإطلاق حول نخر المريء الحاد وراجع حوالي 154 مريضًا تم الإبلاغ عنه في الأدبيات وقت النشر.